# Arthur Adamov
Arthur Adamov, francoski dramatik, rusko-armenskega rodu * 23. avgust 1908, Kislovodsk, Ruski imperij, † 15. marec 1970, Pariz, Francija.
Je eden glavnih predstavnikov francoskega absurdnega gledališča. Po letu 1953 se je obrnil k bolj realističnemu, družbenokritičnemu gledališču.

## Dela
- Invazija (Invasion) - 1950
- Parodija (La Parodie) - 1952
- Profesor Taranne (Professeur Taranne) - 1953
- Pomlad 71 - 1963